# LED Throwie

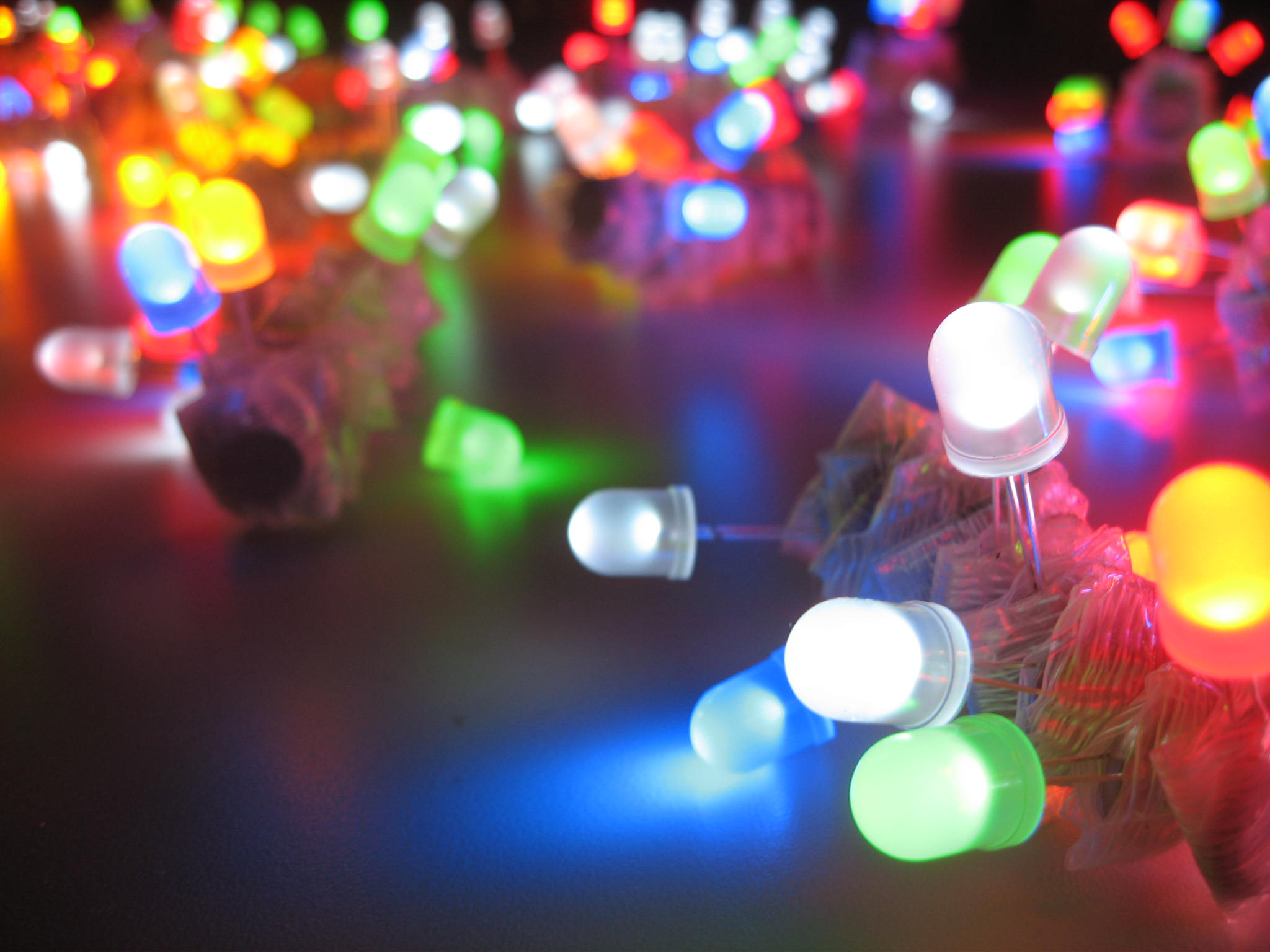
LED throwies.

Un LED Throwie está compuesto por un LED, conectado a una batería de reloj de pulsera y un imán pegados con epoxy conductivo o tape eléctrico. Es usado con el propósito de crear graffiti no-destructivo y displays de luz. Estos fueron desarrollados y promovidos por Graffiti Research Lab como una nueva clase de arte de graffiti para ser usado sobre superficies ferromagneticas. Parte de la campaña de promoción incluyó distribuir LED Throwies a grupos de personas incentivándolas a tirarlos sobre una escultura de metal llamada Alamo, que está ubicada en Astor Place en la isla de Manhattan en la ciudad de Nueva York. A través de internet la idea se expandió rápidamente y en pocas semanas fueron vistos en Londres, Hamburgo y Berlín.
El bajo costo de los materiales y la facilidad con que pueden ser construidos han llevado a las personas a preocuparse por el potencial impacto ambiental de estos circuitos. En los Throwies gastados o viejos que no son retirados una vez que dejaron de funcionar eventualmente sus baterías de litio pueden derramarse. Algunos tipos de baterías de litio son tóxicas y no deben dejarse olvidadas, necesitan ser desechadas apropiadamente en contenedores de reciclaje para este tipo de materiales. Estos dispositivos son de un solo uso, así que luego pueden ser recogidos luego para reutilizar el LED y el imán, y las baterías desechadas apropiadamente. Las baterías alcalinas del tipo IEC LR pueden reducir el riesgo ambiental.

## Modificaciones y Variantes
Las siguientes son algunas modificaciones aplicadas a los Throwies:
- Plasticina, o alguna otra sustancia pegajosa, puede ser añadida para crear un Throwie que pueda ser pegado en otros tipos de superficie.
- Se han hecho Throwies con Velcro en vez de, o en combinación con el imán.
- Agregar un interruptor de encendido/apagado puede incrementar la vida de la batería.
- LEDs que parpadean también pueden incrementar la vida útil de la batería.
- Se puede colocar más de un LED alrededor de una batería.
- Para mejorar la distribución de luz, en algunos casos se ha tapado el extremo superior del LED para que la emisión de luz sea más difusa.
- También se han usado fotorresistencias para limitar o apagar el circuito cuando es de día, esto puede aumentar dramáticamente la vida de la batería.
- Chirpies son una variante del tema, incorporan un Zumbador y un circuito alternativo, pero es un dispositivo más controversial.
- Reemplazar el imán con un pedazo pequeño de styrofoam, y sellándolo contra el agua, para tirálos dentro de una piscina también es una variante llamada Floaties.